# Élections législatives géorgiennes de 2016
Les élections législatives géorgiennes de 2016 se sont déroulées le 8 octobre pour la proportionnelle et le premier tour du scrutin uninominal, et le 30 octobre pour le second tour du scrutin uninominal.

## Système électoral
Le Parlement unicaméral de la Géorgie est composé de 150 sièges pourvus tous les quatre ans selon un mode de scrutin parallèle.
Sont ainsi à pourvoir 73 sièges selon une version modifiée du scrutin uninominal majoritaire à deux tours dans autant de circonscriptions électorales. Les candidats arrivés en tête au premier tour sont élus s'ils obtiennent au moins 33 % des suffrages exprimés, et non la majorité absolue. À défaut, un second tour est organisé entre les deux candidats arrivés en tête, et celui recueillant le plus de voix est élu.
A ces sièges majoritaires se rajoutent 77 sièges pourvus au scrutin proportionnel plurinominal de listes fermées dans une unique circonscription nationale, avec un seuil électoral de 5 %.

## Contexte
Après les élections législatives d’octobre 2012, différents reclassements politiques sont intervenus, et la composition parlementaire à la veille du scrutin de 2016 était la suivante : 
- Majorité
  - Coalition Rêve géorgien : 87 sièges[3]
- Opposition
  - Mouvement national uni : 51 sièges[4]
  - Notre Géorgie - Démocrates libres : 8 sièges[5]
- Autres
  - Indépendants : 4 sièges[6].

## Campagne

Campagne électorale : affichage du Rêve géorgien, Tbilissi, août 2016.

Le parti majoritaire de la coalition au pouvoir, le Rêve géorgien, conduite par le Premier ministre Giorgi Kvirikachvili et soutenue par le milliardaire Bidzina Ivanichvili, cherchait à retrouver un second mandat. Les autres composantes de la coalition au pouvoir se présentaient séparément : le Parti républicain, L'industrie sauvera la Géorgie, le Parti conservateur et le Forum national.
Le parti Notre Géorgie - Démocrates libres, conduit par un ancien ministre de Bidzina Ivanichvili et ancien ambassadeur de Mikheil Saakachvili, Irakli Alassania, s'était retiré de la coalition et du gouvernement dès 2014 et se présentait également séparément. 
L’opposition parlementaire, le Mouvement national uni, conduit par Davit Bakradze, ancien président du Parlement et proche de Mikheil Saakachvili, cherchait à retrouver une majorité.

## Sondages
17 novembre au 17 décembre 2015:
- Mouvement national uni : 34 %
- Rêve géorgien : 21 %
- Alliance des patriotes de Géorgie : 7 %
- Notre Géorgie - Démocrates libres : 6 %
- Parti travailliste : 6 %
- Mouvement démocratique - Géorgie unie : 3 %

17 novembre au 7 décembre 2015:
- Rêve géorgien : 31 %
- Mouvement national uni : 21 %
- Notre Géorgie - Démocrates libres : 11 %
- Parti travailliste : 7 %
- Alliance des patriotes de Géorgie : 5 %
- Mouvement démocratique - Géorgie unie : 4 %

16 au 24 septembre 2016:
- Rêve géorgien : 32,7 %
- Mouvement national uni : 12,8 %
- Notre Géorgie - Démocrates libres : 3 %
- Parti travailliste : 2,9 %
- Alliance des patriotes de Géorgie : 2,2 %
- L'État pour le peuple : 2,1 %
- Mouvement démocratique - Géorgie unie : 1,7 %
- Parti républicain : 0,7 %
- L'industrie sauvera la Géorgie : 0,3 %
- Forum national : 0,2 %
- Indécis : 41,4 %

## Résultats

### Nombre de votants
Selon la Commission centrale des élections, le 8 octobre 2016, à 22 heures, 1 814 276 votants avaient été recensés, soient 51,63 % du corps électoral et nettement moins qu’aux élections législatives de 2012 (60,84 %). La circonscription de Khoulo, Chouakhevi et Keda, en Adjarie, a compté le plus de votants (61,43 %), celle de Gardabani le moins de votants (37,78 %).

### Résultats définitifs du scrutin proportionnel plurinominal (77 sièges)
Les résultats définitifs étaient publiés par la Commission centrale des élections le 23 octobre 2016. 
Recueillaient 
- Rêve géorgien (fondé par Bidzina Ivanichvili, ancien Premier ministre) : 48,68 % et 44 sièges,
- Mouvement national uni (fondé par Mikheil Saakachvili, ancien président de la République) : 27,11 % et 27 sièges,
- Alliance des patriotes de Géorgie (Davit Tarkhan-Mouravi): 5,01 % et 6 sièges.

Les autres partis recueillaient chacun moins de 5 % des voix et ne seront pas représentés au Parlement par ce mode de scrutin, dont 
- Notre Géorgie-Démocrates libres (Irakli Alassania, ancien ministre, annonçant qu'il quitte la politique vu le résultat[12]),
- L’État pour le peuple (Paata Burchuladze),
- Mouvement démocratique-Géorgie unie (Nino Bourdjanadze, ancienne présidente du Parlement),
- Parti travailliste (Chalva Natelachvili, ancien député),
- Parti républicain (David Oussoupachvili, ancien président du Parlement)[13],[14].

Le Mouvement national uni dénonce des fraudes.

### Résultats provisoires du1ertourdu scrutin majoritaire uninominal (23 sièges)
Selon les médias géorgiens, le Rêve géorgien obtenait la majorité dans 23 circonscriptions. Pour les 50 autres circonscription il est nécessaire de procéder à un 2e tour.
La Commission centrale électorale annonce le 16 octobre 2016 quatre annulations de votes, à la suite d'incidents survenus le 8 octobre 2016 et quatre votes de substitution le 22 octobre 2016,
- bureau 48 de la circonscription 36 de Marneouli, où un candidat du Mouvement national uni est en tête devant un candidat du Rêve géorgien (47,91 % versus 43,41 %),
- bureaux 38, 79 et 108 de la circonscription de Zougdidi, où la candidate du Mouvement national uni — Sandra Roelots, épouse de l’ex-président Mikheil Saakachvili — est en tête de 372 voix[17].

### Résultats provisoires du2etour du scrutin majoritaire uninominal (50 sièges)
Selon les médias géorgiens et français, le deuxième tour, tenu le 30 octobre 2016, donnait les résultats suivants,
- Rêve géorgien : 48 élus,
- indépendant, soutenu par le Rêve géorgien : un élu (Salomé Zourabichvili, ex-ambassadeur français, ex-ministre géorgien des Affaires étrangères),
- L'industrie sauvera la Géorgie : un élu (Simon Nozadze)[18],[19].

### Résultats définitifs du scrutin majoritaire uninominal (73 sièges)
Les résultats définitifs de ce scrutin sont publiés par la Commission centrale des élections le 16 novembre 2016 :
- Rêve géorgien : 71 élus,
- indépendant, soutenu par le Rêve géorgien : un élu,
- L'industrie sauvera la Géorgie : un élu[20].

### Composition du Parlement
Pour les 77 sièges au scrutin proportionnel, le Rêve géorgien, le Mouvement national uni et l'Alliance pour les patriotes de Géorgie se partagent le nombre de sièges (44, 27 et 6 sièges), les autres partis ne siégeront pas par ce mode de scrutin.
Pour les 73 sièges au scrutin uninominal, le Rêve géorgien remporte 71 sièges, un siège revient à un indépendant soutenu par la majorité, L'industrie sauvera la Géorgie remporte un siège.
Au total, le Parlement géorgien sera donc composé de 115 députés du Rêve géorgien (qui disposera de la majorité constitutionnelle), de 27 députés du Mouvement national uni, de six députés de l'Alliance pour les patriotes de Géorgie, d'un député indépendant proche de la majorité et d'un député de L'industrie sauvera la Géorgie.